# QR kod
QR kod (silabički izgovor: kve-er kod, kratica od engl. Quick Response kod, odnosno brzi odgovor) tip je matričnog bar-koda (ili dvodimenzionalnog koda ili šifre) koji je prvotno osmišljen za autoindustriju. Relativno nedavno, sustav je postao popularan i izvan autoindustrije zbog svoje brze čitljivosti i mogućnosti velike pohrane podataka. Kod se sastoji od crnih modula raspoređenih u kvadratni uzorak na bijeloj pozadini. Kodirane informacije mogu se sastojati od bilo kakvih podataka (npr. binarnih, alfanumeričkih, Kanji simbola, i dr.).
QR kod je osmislila Toyotina podružnica Denso Wave 1994., a danas je najpopularniji dvodimenzionalni bar kod. QR kod je dizajniran kako bi se omogućilo njegovo brzo dekodiranje.
QR kodove može očitati svaki mobitel s fotoaparatom i pristupom internetu koji ima instaliranu aplikaciju za čitanje QR kodova. Nekim su uređajima te aplikacije već tvornički instalirane, a za ostale postoji velik izbor besplatnih aplikacija koje se mogu skinuti s interneta.

## Pohrana
- Inačica 1, 21x21, 10-25 alfanumeričkih znakova
- Inačica 2, 25x25, 20-47 alfanumeričkih znakova
- Inačica 3, 29x29, 35-77 alfanumeričkih znakova
- Inačica 4, 33x33, 50-114 alfanumeričkih znakova
- Inačica 10, 57x57, 174-395 alfanumeričkih znakova
- Inačica 40, 177x177, 1852-4296 alfanumeričkih znakova

## Vanjske poveznice
- QR Code - službena stranica kreatora QR koda Denso-Wavea